# Айдарово (Воронежская область)
Айдарово — село в Рамонском районе Воронежской области. Административный центр Айдаровского сельского поселения.

## География
Село расположено в юго-восточной части Рамонского района Воронежской области, в 4 км от посёлка Рамонь.

## История
В 1595 году в Айдарове числилась деревянная церковь Иоанна Богослова, упоминание «деревни Айдарово» встречается в «Дозорной книге» 1615 года. В 1780 году в Айдаровке числилось 9 дворов.
В конце XIX — начале XX века деревня входила в состав Березовской волости Воронежского уезда Воронежской губернии. С 1928 года село являлось центром Айдаровского сельсовета Березовского района, с 1965 года — Рамонского района.
До 2019 года в селе действовала Айдаровская основная (начальная) общеобразовательная школа.

## Население
| 1859 | 2010 |
| ---- | ---- |
| 364  | ↗939 |

## Уличная сеть
В селе насчитывается 26 улиц и 1 переулок:
| - ул. Будённого - ул. Вишнёвая - ул. Газовая - ул. Дорожная - ул. Звёздная - ул. Коммунальная - ул. Космонавтов - ул. Лесная - ул. Мазлумова | - ул. Машиностроителей - ул. Мира - ул. Новая - ул. Пионерская - ул. Победы - ул. Подлесная - ул. Полевая - ул. Приовражная - ул. Садовая | - ул. Садовая Южная - ул. Светлая - ул. Свободы - ул. Солнечная - ул. Спортивная - ул. Строителей - ул. Цветочная - ул. Центральная - пер. Солнечный |

## Инфраструктура
В селе имеются детский сад, многофункциональный центр «Мои документы», участковый пункт полиции.